# قرية الجبل (مناخة)

تعديل مصدري - تعديل

قرية الجبل هي إحدى قرى عزلة بني إسماعيل بمديرية مناخة التابعة لمحافظة صنعاء، بلغ تعداد سكانها 1045 نسمة حسب تعداد اليمن لعام 2004.